# Simulium argyreatum
Simulium argyreatum es una especie de insecto del género Simulium, familia Simuliidae, orden Diptera.
Fue descrita científicamente por Meigen, 1838.